# Dieupart
Pour le compositeur, suivre (François ou Charles) Dieupart
Dieupart (en wallon : Djèpårt) est un hameau de la commune d'Aywaille dans la province de Liège en Région wallonne (Belgique). 
Avant la fusion des communes, Dieupart faisait déjà partie de la commune d'Aywaille.

## Étymologie
Dieupart vient du latin Dei Pars qui signifie la part de Dieu.

## Situation
Dieupart se situe le long de la N633 qui va d'Aywaille à Sougné-Remouchamps et se trouve sur la rive gauche de l'Amblève en face des imposants rochers de la Heid des Gattes.

## Patrimoine

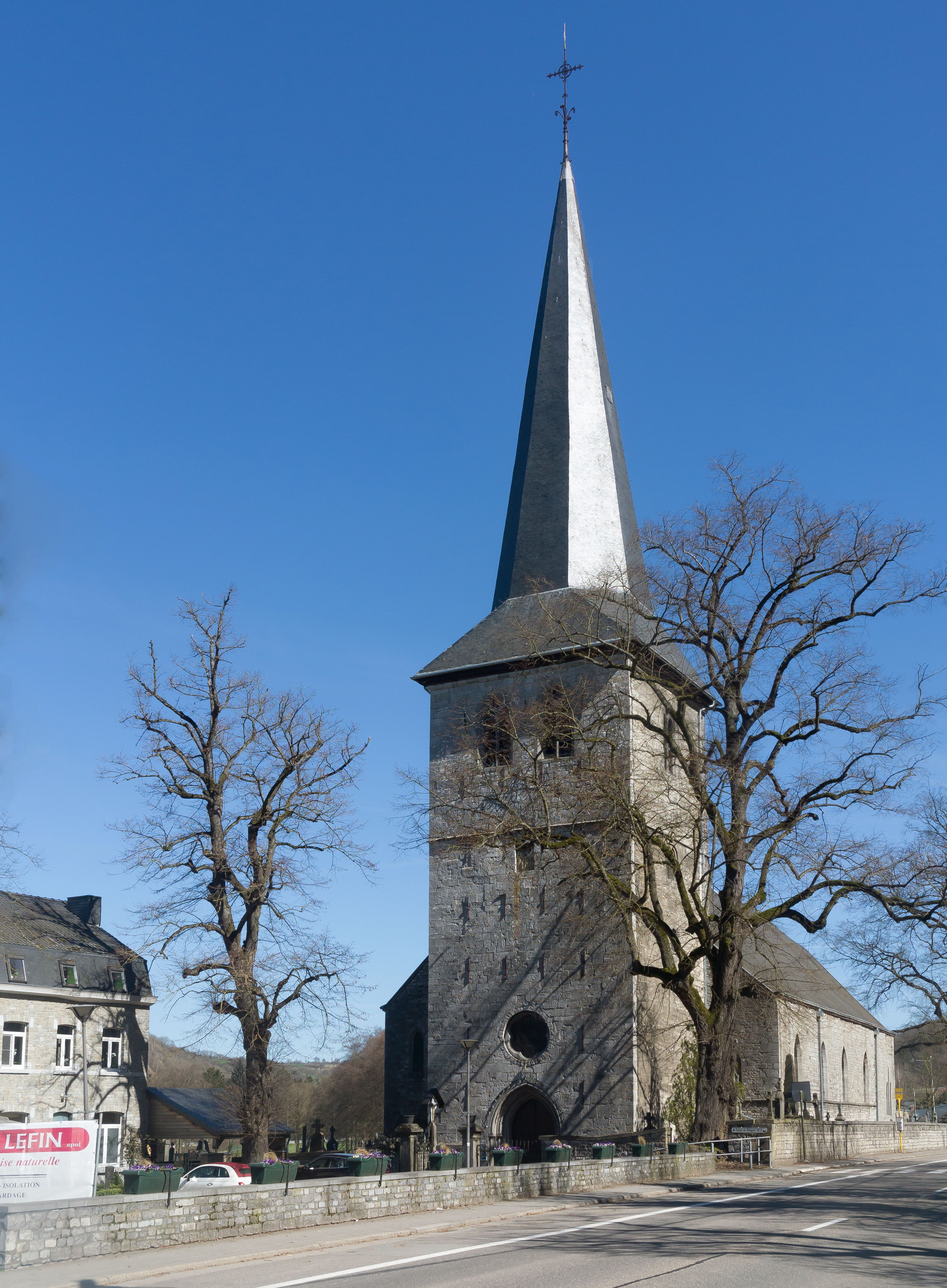
L'église de Dieupart.

Le hameau de Dieupart compte trois édifices anciens :
- le château du Vieux Montjardin, communément appelé Vieux Jardin, dont il ne reste plus que quelques murs d'enceinte en ruine fut détruit par Jean Ier de Brabant en 1286[1]. Il est situé dans les bois se situant au sommet du versant nord de Dieupart ;
- l'église gothique des Saints-Anges a été construite à partir du XIIIe siècle. Elle est plus connue sous le nom d'église Notre-Dame de Dieupart. Classée en 1944, elle abrite notamment la statue miraculeuse de Notre-Dame de Dieupart[1]. Elle fait fonction d'église principale d'Aywaille. L'église ainsi que ses abords comprenant l'ancien cimetière, la place publique devant l'église, les tilleuls, le hêtre et la pompe sont repris sur la liste du patrimoine immobilier classé d'Aywaille ;
- le château de Dieupart précédé par une drève composée de hêtres pourpres classée en 1985 fut, dès le XVe siècle, le siège d'usines à fer comprenant forge et fourneau. En 1898, les anciennes forges se reconvertissent en centrale d'électricité[1]. Hier, musée consacré à la Seconde Guerre mondiale, le château fait aujourd'hui partie intégrante d'un camping.

## Sources et liens externes
1. 1 2 3  Présentation de Dieupart